# Франкі Вандендріссхе
Франк «Франкі» Вандендріссхе (нід. Frank Vandendriessche, нар. 7 квітня 1971, Варегем, Бельгія) — бельгійський футболіст, що грав на позиції воротаря. Володар Кубка Бельгії, володар Суперкубка Бельгії. По завершенні ігрової кар'єри — тренер воротарів.
Виступав, зокрема, за клуби «Варегем», «Мускрон» та «Брюгге», а також національну збірну Бельгії.

## Клубна кар'єра
У дорослому футболі дебютував 1991 року виступами за команду клубу «Варегем», в якій провів сім сезонів, взявши участь у 152 матчах чемпіонату. Більшість часу, проведеного у складі «Варегем», був основним голкіпером команди.
Своєю грою за цю команду привернув увагу представників тренерського штабу клубу «Мускрон», до складу якого приєднався 1998 року. Відіграв за команду з Мускрона наступні сім сезонів своєї ігрової кар'єри.
2005 року перейшов до клубу «Брюгге», за який відіграв 2 сезони. Тренерським штабом нового клубу розглядався як гравець «основи». Завершив професійну кар'єру футболіста виступами за цю ж команду у 2007 році.

## Виступи за збірну
2003 року провів єдиний матч у складі національної збірної Бельгії, пропустивши чотири голи від Хорватії. 
У складі збірної був учасником чемпіонату світу 2002 року в Японії і Південній Кореї.

## Титули і досягнення
- Володар Кубка Бельгії (1):

«Серкль»:  2006-2007
- Володар Суперкубка Бельгії (1):

«Серкль»:  2005